# Roberto Jabali
Roberto Aude Jábali (Ribeirão Preto, 16 de maio de 1970)  é um ex-tenista profissional brasileiro.

## Biografia
Tenista destro, jogou a Copa Davis pelo Brasil em 1994 e 1996. No profissional, chegou a número 130° do mundo a 29 de julho de 1996.
Nascido no interior de São Paulo, começou com seis anos na própria Ribeirão Preto. Já no circuito juvenil, se tornou primeiro do ranking, após alcançar uma semifinal em Roland Garros e ser finalista do Banana Bowl.
No circuito profissional, não conseguiu igualar o sucesso do juvenil, mas mesmo assim fez boas campanhas. Conquistou seu primeiro Challenger, em 1989, em São Paulo. Sofreu de uma hérnia de disco, em 1990, que o afastou da parte final daquele ano até a primavera de 1991, quando ganhou outro challenger em sua cidade natal, Ribeirão Preto, derrotando na final Felipe Rivera. A 27 de fevereiro de 1994 chegou à final do ATP do México, seu melhor resultado, quando perdeu para o austríaco Thomas Muster. Nesse mesmo ano participou do confronto contra o Peru na Copa Davis.
Em 1998, se despediu das quadras após se qualificar para o ATP de Miami. Ganhou cerca de U$282.807 em prêmios.
Formou-se em administração de empresas em 2002. É filho de Luiz Roberto Jábali, ex-prefeito de Ribeirão Preto.

## Finais em ATPs

### Simples: 1 (0–1)
| Colocação    | Número | Ano  | Torneio               | Surperfície | Oponente na final | Score na final |
| ------------ | ------ | ---- | --------------------- | ----------- | ----------------- | -------------- |
| Vice-campeão | 1.     | 1994 | ATP do México, Mexico | Saibro      | Thomas Muster     | 3–6, 1–6       |

## Títulos de challengers

### Simples: (5)
| Número | Ano  | Tourneio              | Superfície | Oponente na final   | Score na final |
| ------ | ---- | --------------------- | ---------- | ------------------- | -------------- |
| 1.     | 1989 | São Paulo             | Saibro     | Borja Uribe         | 6–2, 2–6, 7–5  |
| 2.     | 1991 | Ribeirão Preto        | Saibro     | Felipe Rivera       | 6–3, 4–6, 7–6  |
| 3.     | 1996 | Bogotá                | Saibro     | Juan Pino           | 6–7, 6–4, 6–1  |
| 4.     | 1996 | São Paulo             | Rápida     | Alejandro Hernández | 6–2, 4–6, 6–1  |
| 5.     | 1997 | BH Open International | Rápida     | André Sá            | 2–6, 7–5, 6–3  |